# Дрангош, Эрнесто
Эрнесто Дрангош (исп. Ernesto Drangosch; 22 января 1882, Буэнос-Айрес — 26 июня 1925, там же) — аргентинский пианист и композитор.
Сын немецкого эмигранта, владельца музыкального магазина. Девятилетним дебютировал с оркестром под управлением Пьетро Мелани, исполнив Первый концерт Бетховена. Затем учился в Буэнос-Айресской консерватории у Альберто Вильямса и Хулиана Агирре, в Берлинской Высшей школе музыки у Карла Генриха Барта и Конрада Анзорге (фортепиано), Макса Бруха и Энгельберта Хумпердинка (композиция). В немецкий период жизни Дрангош начал широко концертировать, выступал с такими дирижёрами, как Йозеф Иоахим, Ферруччо Бузони, Эжен д’Альбер.
Вернувшись в 1905 г. в Аргентину, преподавал в Буэнос-Айресской консерватории Вильямса и в Национальной консерватории Карлоса Лопеса Бучардо, продолжал выступать как пианист (исполнив, в частности, все сонаты Бетховена в сезоне 1916 года).
Написал оперу «Карнавал» (1925), «Аргентинскую симфонию» (1914), симфоническую поэму «Сатир и нимфа», «Креольскую увертюру», фортепианный концерт, другие пьесы для фортепиано, песни (по большей части на немецкие тексты). В 2002 году альбом с фортепианными и вокальными сочинениями Дрангоша был выпущен аргентинскими музыкантами.
Умер от пневмонии.